# Іфіт Елідський
Іфіт Елідський (*Ίφιτος ο Ηλείος, VIII ст. до н. е. ) — давньогрецький цар Еліди, один із фундаторів Олімпійських ігор.

## Життєпис
Про Іфіта відомо замало. Ймовірно на середину VIII ст. до н. е. він був вже вправним володарем, вів тривалі війни із сусідами. Втім зрештою західна частина Пелоппонесу виявилася спустошеною військами, а потім мором. В цих обставинах Іфіт звернувся до Дельфійського оракула з проханням знайти вихід з цих тяжких обставин. за порадою останнього іфіт приніс жертви богам та уклав мир із сусідами. На знак цього домовився разом з Лікургом, царем Спарти, та Клеостеном, царем пізи (неподалік від Олімпії) щодо проведення змагань на колісницях в Олімпії (при цьому вказувалося, що змагання лише відновлюються, а їх започаткував Геракл).
На час проведення змагань війна припинялася. Перші відбулися у 776 році до н. е. В подальшому до переліку змагань додалися біг, стрибки, кидання диска, боротьба, кулачний бій. Тривалість цих змагань дорівнювалася 3 місяцям.